# Mortagne-sur-Gironde
Mortagne-sur-Gironde és un municipi francès situat al departament del Charente Marítim i a la regió de la Nova Aquitània. L'any 2007 tenia 1.037 habitants.

## Demografia

### Població
El 2007 la població de fet de Mortagne-sur-Gironde era de 1.037 persones. Hi havia 465 famílies de les quals 158 eren unipersonals (75 homes vivint sols i 83 dones vivint soles), 191 parelles sense fills, 79 parelles amb fills i 37 famílies monoparentals amb fills.
La població ha evolucionat segons el següent gràfic:
Habitants censats

### Habitatges
El 2007 hi havia 696 habitatges, 474 eren l'habitatge principal de la família, 159 eren segones residències i 64 estaven desocupats. 647 eren cases i 46 eren apartaments. Dels 474 habitatges principals, 354 estaven ocupats pels seus propietaris, 102 estaven llogats i ocupats pels llogaters i 19 estaven cedits a títol gratuït; 3 tenien una cambra, 30 en tenien dues, 92 en tenien tres, 145 en tenien quatre i 203 en tenien cinc o més. 314 habitatges disposaven pel capbaix d'una plaça de pàrquing. A 278 habitatges hi havia un automòbil i a 137 n'hi havia dos o més.

### Piràmide de població
La piràmide de població per edats i sexe el 2009 era:
| Homes | Edats   | Dones |
| ----- | ------- | ----- |
| 0     | 95 o +  | 0     |
| 4     | 90 a 94 | 16    |
| 12    | 85 a 89 | 28    |
| 4     | 80 a 84 | 0     |
| 52    | 75 a 79 | 32    |
| 44    | 70 a 74 | 60    |
| 36    | 65 a 69 | 36    |
| 40    | 60 a 64 | 32    |
| 12    | 55 a 59 | 24    |
| 40    | 50 a 54 | 32    |
| 36    | 45 a 49 | 44    |
| 44    | 40 a 44 | 32    |
| 16    | 35 a 39 | 24    |
| 20    | 30 a 34 | 20    |
| 20    | 25 a 29 | 16    |
| 24    | 20 a 24 | 28    |
| 28    | 15 a 19 | 4     |
| 8     | 10 a 14 | 28    |
| 16    | 5 a 9   | 32    |
| 4     | 0 a 4   | 16    |

## Economia
El 2007 la població en edat de treballar era de 576 persones, 384 eren actives i 192 eren inactives. De les 384 persones actives 314 estaven ocupades (183 homes i 131 dones) i 69 estaven aturades (34 homes i 35 dones). De les 192 persones inactives 79 estaven jubilades, 36 estaven estudiant i 77 estaven classificades com a «altres inactius».

### Ingressos
El 2009 a Mortagne-sur-Gironde hi havia 440 unitats fiscals que integraven 931,5 persones, la mediana anual d'ingressos fiscals per persona era de 15.004 €.

### Activitats econòmiques
Dels 51 establiments que hi havia el 2007, 2 eren d'empreses alimentàries, 3 d'empreses de fabricació d'altres productes industrials, 4 d'empreses de construcció, 8 d'empreses de comerç i reparació d'automòbils, 1 d'una empresa de transport, 8 d'empreses d'hostatgeria i restauració, 1 d'una empresa d'informació i comunicació, 1 d'una empresa financera, 5 d'empreses immobiliàries, 10 d'empreses de serveis, 6 d'entitats de l'administració pública i 2 d'empreses classificades com a «altres activitats de serveis».
Dels 18 establiments de servei als particulars que hi havia el 2009, 1 era una gendarmeria, 1 oficina de correu, 1 una oficina bancària, 1 taller de reparació d'automòbils i de material agrícola, 1 paleta, 2 fusteries, 1 lampisteria, 2 perruqueries, 6 restaurants i 2 agències immobiliàries.
Dels 6 establiments comercials que hi havia el 2009, 2 eren botiges de menys de 120 m², 2 fleques i 2 carnisseries.
L'any 2000 a Mortagne-sur-Gironde hi havia 30 explotacions agrícoles que ocupaven un total de 1.080 hectàrees.

## Equipaments sanitaris i escolars
L'únic equipament sanitari que hi havia el 2009 era una farmàcia.
El 2009 hi havia 1 escola maternal i 1 escola elemental.

## Poblacions més properes
El següent diagrama mostra les poblacions més properes.